# Rafael Olave
Rafael Alejandro Olave Anabalón (Temuco, La Araucanía, Chile; 10 de mayo de 1995) es un futbolista chileno. Juega como delantero en el Club Deportivo y Social Pilmahue de la Tercera División A de Chile.

## Trayectoria
Sus inicios en el fútbol se dieron en la Escuela de Fútbol Estrella de Labranza. Después estuvo en el Club de Deportes Temuco entre sus 10 y 12 años, y a la edad de 13 se fue de La Araucanía para probar suerte en el fútbol menor de la capital.
En agosto de 2008 se instaló en la ciudad de Santiago para participar con las categorías inferiores de Universidad Católica en los torneos de Fútbol Joven de Chile. En diciembre de 2009 fue premiado por la institución como el mejor goleador de la categoría sub-14. En enero de 2010 logró el campeonato del XXI Torneo Internacional de Fútbol Infantil, organizado por la Escuela de Fútbol de la Universidad Austral de Chile y se consagró como el máximo goleador de este; ese mismo año logró el campeonato de la categoría sub-15. En abril de 2011 fue invitado para probarse en las divisiones menores del Bayern de Múnich durante un mes. Participó en la Copa UC Sub-17 de 2012 y su equipo logró el cuarto lugar de la competencia.
A partir del 2013, Olave comenzó a formar parte de Unión Española. En su primer torneo con el equipo sub-19 logró el subcampeonato al perder la final ante su exequipo, Universidad Católica. En el siguiente torneo volvió a llegar a la final y de nueva cuenta perdió, esta vez ante Santiago Wanderers. Durante su estancia, participó en algunos partidos con el equipo "B", de la Segunda División Profesional de Chile.
En febrero de 2015 fichó su primer contrato profesional por un año con opción de extenderlo con el Club Santos Laguna de México. Anotó su primer gol con la categoría sub-20 el 9 de mayo, en la victoria 2-1 ante Puebla Fútbol Club. El 12 de diciembre de 2015 logró el campeonato de la categoría Sub-20 cuando su equipo derrotó al Club Tijuana en penales. En el Apertura 2016 participó con el equipo Premier de la Segunda División de México.
El 12 de junio de 2017 se oficializó su fichaje con el Coquimbo Unido de la Primera B de Chile.

## Palmarés

### Campeonatos nacionales
| Título                            | Equipo               | Sede   | Año    |
| --------------------------------- | -------------------- | ------ | ------ |
| Primera División de México Sub-20 | Santos Laguna Sub-20 | México | A-2015 |